# Sella (Spagna)
Sella è un comune spagnolo situato nella comunità autonoma Valenciana.